# Чанаккале
Чанаккале́ (тур. Çanakkale) — турецкий город-порт, административный центр (центральный район, меркез) ила Чанаккале. Расположен у входа в залив Чанаккале, на полуострове Малая Азия побережья пролива Дарданеллы (соединяющего Мраморное и Эгейское моря), к югу от древнего Абидоса: часть пролива Дарданеллы в районе города называют узкостью Чанаккале.

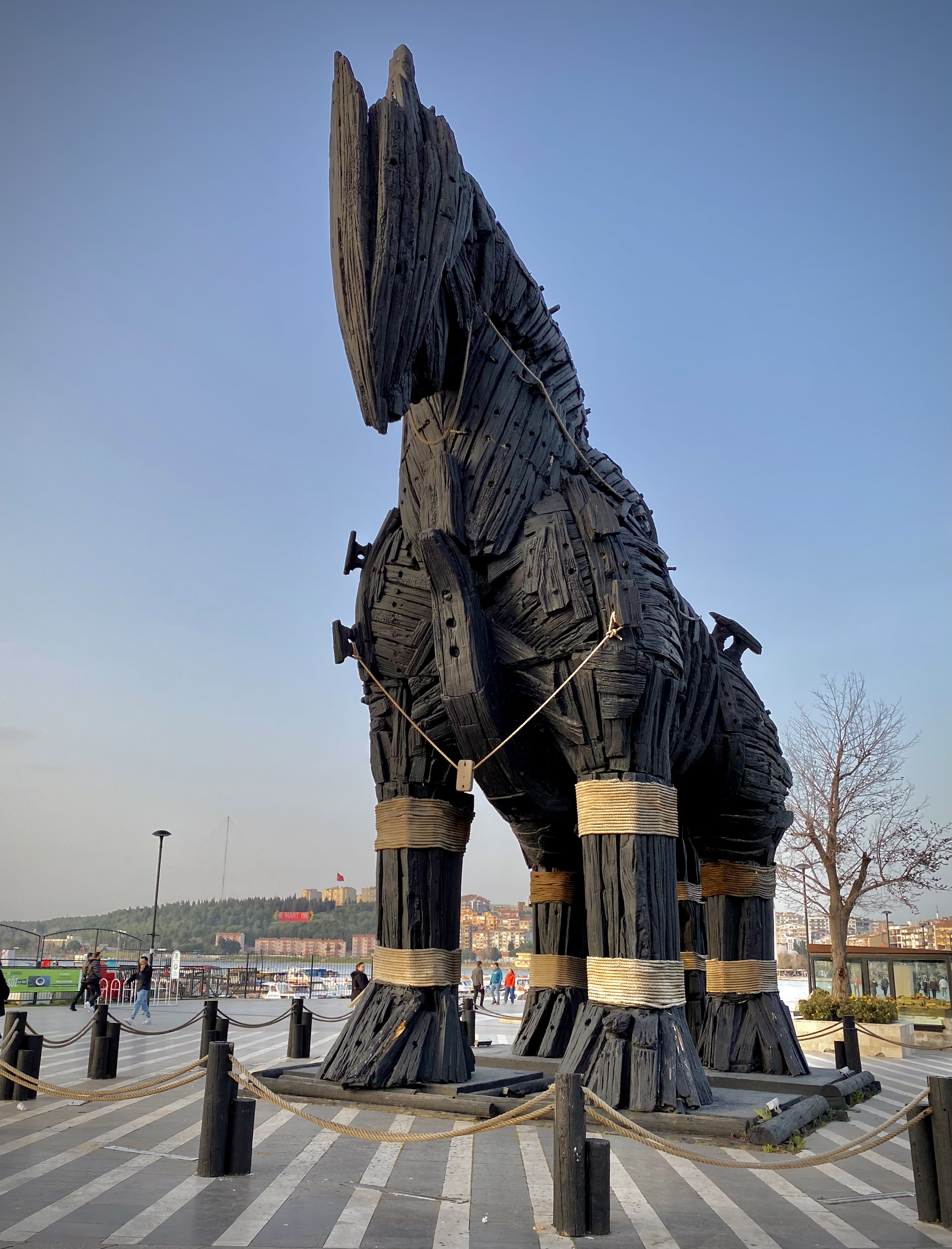
«Троянский конь» из фильма «Троя» в порту Чанаккале

## История
Древнейшее протогородское поселение близ Чанаккале, сегодняшнее Кумтепе, было основано ок. 4800 года до н. э., в эпоху неолита. Позднее его выходцы основали Трою. Так как город расположен на берегу пролива Дарданеллы в месте, где ширина пролива составляет менее 1 мили, он всегда был стратегически важным пунктом.
Чанаккале был первоначально османской крепостью, основанной в XV веке. К XVIII веку развился в центр гончарного производства, откуда и его название (тур. çanak «горшок» + kale «крепость»). Гончарное производство достигло пика в XVIII—XIX века; сейчас не развито.
Во время Первой мировой войны в районе Чанаккале происходили основные события Дарданелльской операции.

## Экономика
Чанаккале — один из турецких центров по производству рыбных консервов. Соединен паромной переправой со Стамбулом.

## Наука и образование
- Обсерватория Улупинар

## Кинематограф
- «Галлиполи» (1981) — реж. Питер Уир
- «Чанаккале год 1915[англ.]» (2012) — реж. Есим Сезгин
- «Дикая груша» (2012) — реж. Нури Бильге Джейлан

## Города-побратимы
1. Керчь, Крым (Украина) (с 1999 г.)
2. Оснабрюк, Нижняя Саксония (Германия)
3. Помеция, регион Лацио (Италия)[1]